# Genderbibliothek
Die Genderbibliothek oder Informations- und Dokumentationsstelle (IuD) des Zentrums für transdisziplinäre Geschlechterstudien (ZtG) an der Humboldt-Universität zu Berlin ist als One-Person Library (OPL) seit 1990 nach dem Profil einer „wissenschaftlichen Spezialbibliothek“ organisiert. Die Einrichtung ist als Präsenzbibliothek angelegt. Die Genderbibliothek versteht sich als Bibliothek, Archiv und Informations- und Dokumentationsstelle zugleich.

## Sammelschwerpunkte
Besondere Aufgaben und Sammelschwerpunkte der Bibliothek sind:
- Versorgung des Studienganges Gender Studies an der Humboldt-Universität zu Berlin mit Literatur
- Literatur zu Frauen und Geschlechterverhältnissen in der DDR und in den neuen Bundesländern
- Forschungsberichte und Publikationen des Förderprogramms Frauenforschung des Berliner Senats

## Bestand
Der Bestand umfasst einen Handapparat von etwa 12.000 Monographien, Sammelbänden, Zeitschriften und grauer Literatur. Er ist online mit der auf VuFind beruhenden Datenbank Gender Research DaTAbase (GReTA) durchsuchbar. In dieser Datenbank werden circa 74.000 Einträge nachgewiesen (Stand 07/2017).
Die Genderbibliothek ist Mitglied des Dachverbandes der deutschsprachigen Frauen / Lesbenarchive, -bibliotheken und -dokumentationsstellen i.d.a.